# André Hoffmann
André Hoffmann, född 11 augusti 1961 i Berlin, är en tysk före detta skridskoåkare som tävlade för Östtyskland.
Hoffmann blev olympisk guldmedaljör på 1 500 meter vid vinterspelen 1988 i Calgary.